# Israel Grodner
Israel (Yisrol) Grodner (n. 1848, Lituania – d. 1887, Londra, Regatul Unit al Marii Britanii și Irlandei) a fost actor evreu, unul dintre pionierii teatrului in limba idiș. Acesta a făcut parte din trupa lui Abraham Goldfaden.